# Bangalore Open 2007
Il Bangalore Open 2007 è stato un torneo di tennis giocato sul cemento.
È stata la 5ª edizione del Bangalore Open ,che fa parte della categoria Tier III nell'ambito del WTA Tour 2007.
Si è giocato al KSTLA Signature Kingfisher Tennis Stadium nella città indiana di Bangalore dal 12 al 18 febbraio.

## Campionesse

### Singolare
Jaroslava Švedova ha battuto in finale  Mara Santangelo, 6–4, 6–4

### Doppio
Chan Yung-jan /  Chuang Chia-jung hanno battuto in finale  Hsieh Su-wei /  Alla Kudrjavceva, 6(4)–7, 6–2, [11–9]